# Guillaume François Antoine de l’Hospital
Guillaume François Antoine, markiz de l’Hospital lub l’Hôpital (IPA: [ɡijom fʁɑ̃swa ɑ̃twan maʁki də lopital], ur. w 1661 w Paryżu, zm. 2 lutego 1704 tamże) – francuski matematyk.

## Życiorys
Pochodził z rodziny arystokratycznej. Ze względu na słaby wzrok nie mógł kontynuować kariery wojskowej, lecz zajął się matematyką. Był uczniem Johanna Bernoulliego i Leibniza.
W 1696 wydał podręcznik rachunku różniczkowego pod tytułem L’Analyse des infiniment petits pour l’intelligence des lignes courbes, w którym znajduje się reguła de l’Hospitala. Faktycznie reguła ta została odkryta przez Johanna Bernoulliego. De l’Hospital nigdy nie twierdził, że jest odkrywcą tej metody, jednakże opublikował ją bez skonsultowania się z Johannem Bernoullim.

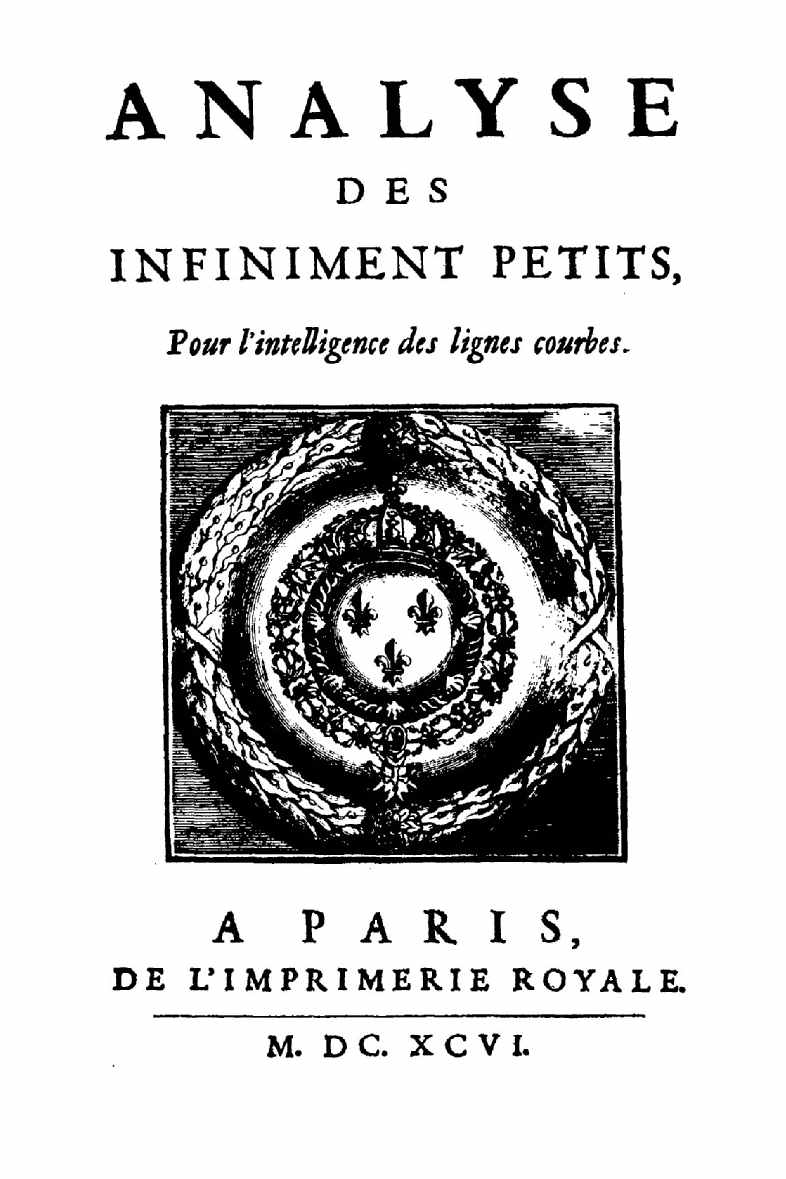
Analyse des infiniment petits pour l'intelligence des lignes courbes, 1696
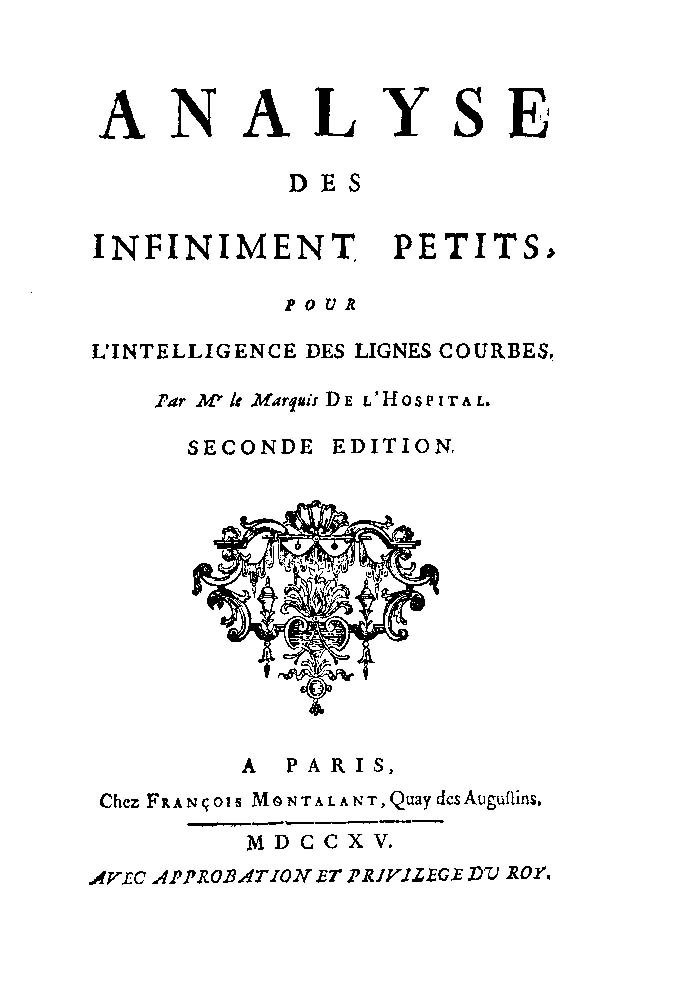
Analyse des infiniment petits pour l'intelligence des lignes courbes, 1715
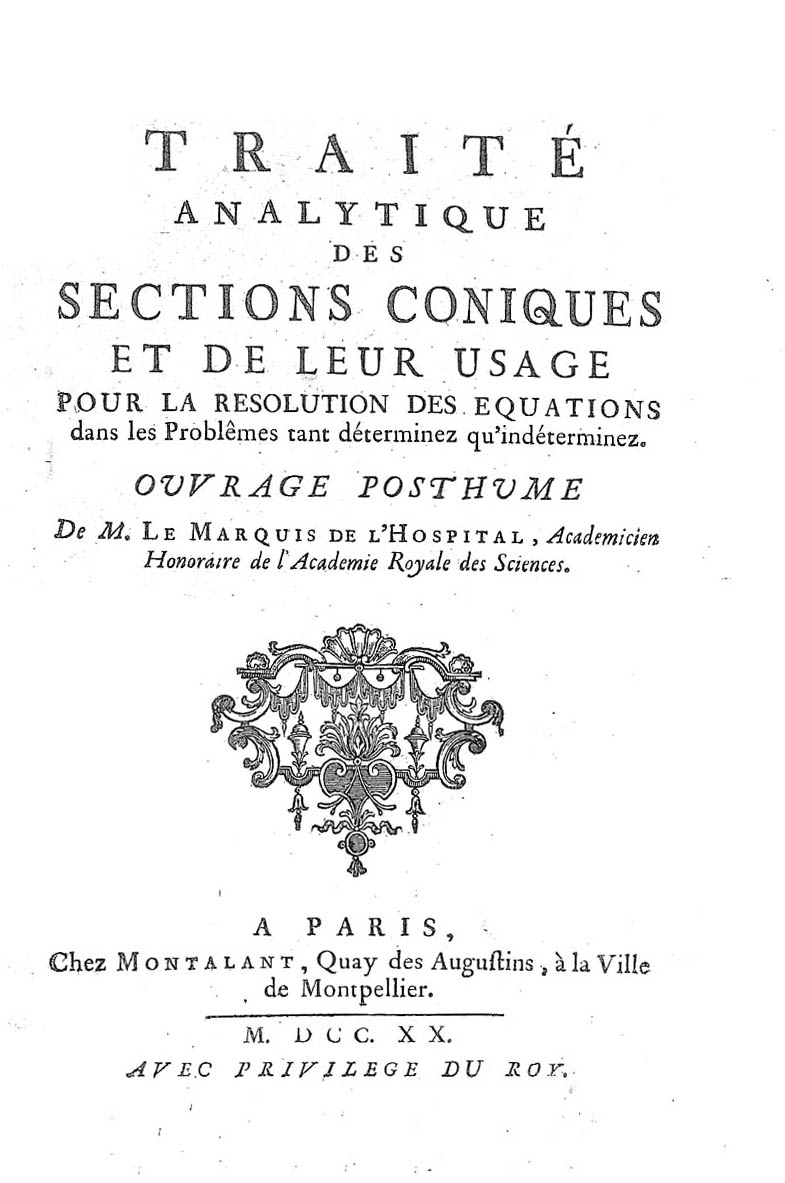
Traité analytique